# Parkwood (Washington)
Parkwood az Amerikai Egyesült Államok északnyugati részén, Washington állam Kitsap megyéjében elhelyezkedő statisztikai település. A 2010. évi népszámlálási adatok alapján 7126 lakosa van.

## Népesség
A település népességének változása:
| Lakosok száma | 7213 | 7126 | 7635 |
|               | 2000 | 2010 | 2020 |